# Oßling
Oßling (szorb nyelven Wóslink) település Németországban, azon belül Szászország tartományban. Lakosainak száma 2210 fő (2023. december 31.). Oßling Bernsdorf, Wittichenau, Ralbitz-Rosenthal, Nebelschütz, Kamenz és Schönteichen községekkel határos.

## Népesség
A település népességének változása:
| Lakosok száma | 2266 | 2231 | 2233 | 2199 | 2210 |
|               | 2017 | 2019 | 2021 | 2022 | 2023 |